# Schmuck
Schmuck, ou shmuck (em iídiche:  שמאָק, shmok), é um termo iídiche significando alguém estúpido ou tolo, ou uma pessoa desagradável, desprezível ou detestável. O seu significado literal é o termo vulgar para um pênis. Pode significar também de forma literal a parte retirada em um brit milah (circuncisão).

## Etimologia
A palavra iídiche shmok provavelmente deriva do Polaco Antigo smok, cobra-d'água, dragão". Não está relacionada com a palavra alemã Schmuck, que significa 'joalharia'.

## Eufemismos
Por ser geralmente considerada uma vulgaridade, a palavra é frequentemente eufemizada como schmoe, que foi a origem da criatura da tira de banda desenhada de Al Capp, o shmoo. Outras variantes incluem schmo e shmo.